# Сражение у Гросберена
Сражение при Гросбе́рене — сражение 23 августа 1813 года между французской армией маршала Удино и Северной армией союзников (прусско-русско-шведские войска) под командованием кронпринца Бернадота под Берлином в районе деревни Гросберен.
Первое сражение после окончания перемирия в кампании 1813 года, в котором прусские войска из Северной армии союзников отбили попытку захвата Берлина, столицы Пруссии.

## Предыстория
После уничтожения французской армии в Русской кампании 1812 года весной 1813 года против Наполеона восстала Пруссия. Русско-прусская армия очистила от французских гарнизонов Германию до Эльбы, но к маю 1813 года Наполеон собрал новую большую армию и после сражений при Лютцене и Бауцене отбросил союзников в Силезию. В июне 1813 года последовало перемирие, закончившееся 11 августа 1813 года вступлением в войну Австрии и Швеции на стороне союзников (6-я коалиция).
Союзники охватили силы Наполеона тремя армиями, Северной под начальством шведского наследного принца Бернадота (бывшего наполеоновского маршала), Силезской под начальством прусского генерала Блюхера и главной Богемской под начальством австрийского фельдмаршала Шварценберга. Русские войска входили в составы всех трёх армий, но по политическим соображениям царь Александр I не настаивал на назначении российского военачальника командующим какой-нибудь армии, тем более, что командиры национальных корпусов сохраняли значительную степень автономности в принятии решений.
После возобновления боевых действий Наполеон двинулся с основными силами против Силезской армии, полагая её главной у союзников. Для захвата Берлина, который оборонялся Северной армией, он послал 3 корпуса во главе с маршалом Удино. Группировка Удино состояла в основном из саксонцев и итальянцев.

## Силы противников и диспозиция
Северная армия Бернадота состояла из национальных корпусов Пруссии, России, Швеции, с малыми контингентами мелких германских государств и Англии. Прусский контингент, усиленный русскими казачьими полками, был наиболее крупным: 3-й корпус генерал-лейтенанта Бюлова (41 тыс., 102 орудия) и 4-й корпус генерал-лейтенанта Тауенцина (39 тыс., 56 орудий).
В русском корпусе генерал-лейтенанта Винцингероде было 29600 солдат при 96 орудиях.
Шведский корпус насчитывал 20—24 тыс. солдат при 62 орудиях. Остальные национальные контингенты входили в сводный корпус генерал-лейтенанта Вальмодена (22 тыс., 53 орудия). Всего под начальством Бернадота находилось до 156 тысяч солдат при 369 орудиях, но часть войск была задействована в гарнизонах и разбросана по Пруссии. Основные силы армии располагались вокруг Берлина рассредоточенно по корпусам.
Удино имел в распоряжении 4-й корпус генерала Бертрана (13—20 тыс.), набранный из итальянцев и немцев, 7-й саксонский корпус генерала Ренье (20—27 тыс.), собственный 12-й корпус (20—24 тыс.) и кавалерия генерала Арриги. В мемуарах генерала Савари, герцога Ровиго и труде А. И. Михайловского-Данилевского встречается оценка сил Удино в 80 тыс. солдат. Современный историк Peter Hofschreoer приводят численность войск Удино в 70 тысяч (из них 9 тыс. кавалерии) при 216 орудиях.
Поддержку Удино должны были оказать маршал Даву (30—35 тыс. французов и датчан) из Гамбурга и генерал Жирар (10—12 тыс.) из Магдебурга на Эльбе. Даву и Жирар могли перехватить пути отступления Северной армии от Берлина. План Наполеона подразумевал захват Берлина и соединение всех группировок в мощную армию, которая могла бы разгромить Северную армию Бернадота, снять осаду крепостей по Одеру и выбить Пруссию из войны.
Силы сторон по количеству солдат были сравнимы, но Бернадоту было легче сконцентрировать армию на поле боя, что ему в конечном итоге удалось осуществить.

## Ход боя

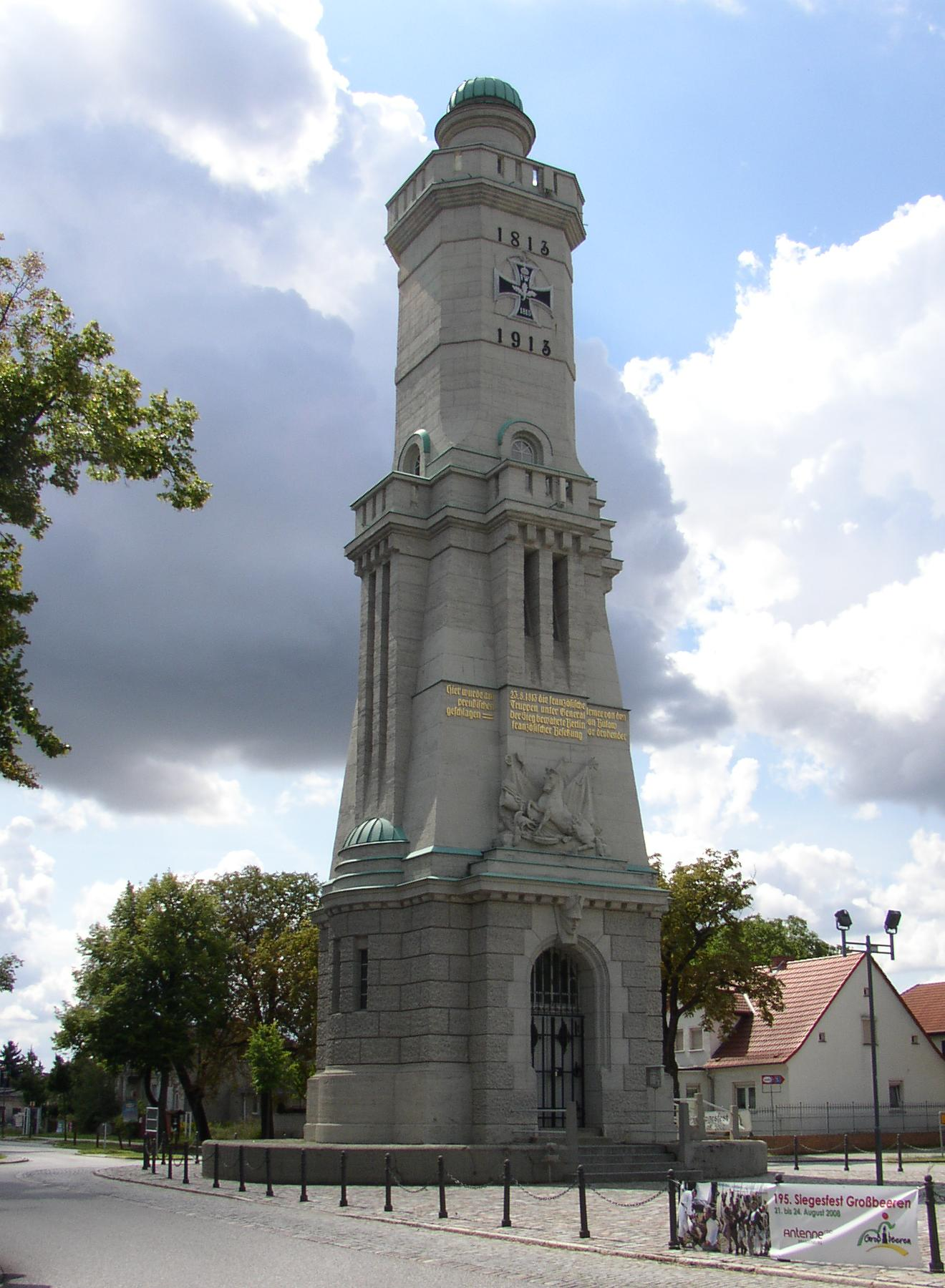
Монумент в Гроссберене. Общий вид.

Сильные дожди размыли дороги, Удино пришлось двигаться с юга на Берлин тремя разными дорогами без связи между корпусами: слева шёл 12-й корпус на Аренсдорф, в центре 7-й корпус и кавалерия на Гросберен, справа 4-й корпус на Бланкенфельд. Необученная кавалерия и болотистая местность не позволяли французам определить точное расположение сил Северной армии Бернадота.
22 августа французы вошли в соприкосновение с прусскими корпусами, которые, не приняв боя, отошли на север в сторону Берлина и заняли более выгодные позиции.
Корпус Бюлова перекрыл дорогу на Берлин за деревней Гросберен (в 18 км к югу от центра Берлина), корпус Тауенцина перекрыл другую дорогу в нескольких километрах на восток от позиции Бюлова (деревня Бланкенфельд), отделённый от корпуса Бюлова болотом.
23 августа Удино начал атаку позиций пруссаков силами 4-го и 7-го корпусов. 12-й корпус прикрывал левый фланг французов, где Удино ожидал появления других корпусов Северной армии. Командующий Бернадот сначала хотел отступить, согласно германским историкам, но пруссаки не послушались.
Прусский корпус Тауенцина удерживал позицию в деревне Бланкенфельд против 4-го французского корпуса, который первым подошёл и вступил в бой в 10 часов утра. Боевые действия свелись к перестрелке с потерей с обеих сторон по 200 человек.
Потом в 3 часа дня вступил в бой марширующий по другой дороге 7-й корпус Ренье. Саксонцы с ходу взяли штурмом деревню Гросберен, выгнав прусский батальон, и остановились лагерем, полагая, что бой под начавшимся дождем окончен. В это время основные силы Бюлова подтянулись к Гросберену из деревни Гейнерсдорфа и внезапно атаковали саксонцев, предварительно обстреляв лагерь из 60 орудий (в их числе 2 русские батареи). Прусская бригада полковника Крафта ворвалась в Гросберен, но была выбита. Продолжался проливной дождь, ружья не стреляли.
Повторной штыковой атакой пруссаки выбили из деревни Гросберен 7-й корпус Ренье и преследовали его силами кавалерии. По утверждениям саксонцев первыми побежали французы из дивизии Дюрютта, спасаясь в лесах.
Узнав о поражении Ренье, Бертран отошёл от Бланкенфельда. От полного разгрома Ренье спасли две дивизии, посланные Удино на помощь с левого фланга, где маршал производил ложные атаки. В это время вечером на правый фланг союзников подошли русско-шведские корпуса Бернадота. Увидев нависшую опасность над своим левым флангом, Удино дал приказ к общему отступлению.
Французские части не успели оказать поддержку Удино. Жирар потерпел 27 августа отдельное поражение при Бельциге, а маршал Даву, видя это, отступил в Гамбург, где и оставался всю кампанию.

## После битвы
Удино потерял 2200 убитыми и ранеными, 1800 пленными и 26 орудий. Пруссаки потеряли около 2 тысяч солдат. По сведениям автора Peter Hofschreoer французы понесли урон в 3 тысячи солдат и 13 орудий, а пруссаки потеряли всего тысячу. Большое количество трофейного оружия позволило улучшить вооружение прусского ополчения — ландвера.
Основные потери понёс саксонский корпус. Саксонцы посчитали, что французский 12-й корпус намеренно оставил их без поддержки. Недоверие между национальными контингентами внутри французской армии усилилось, что привело к нежеланию саксонцев сражаться за Наполеона.
Победа над французами, одержанная пруссаками практически самостоятельно, вызвала патриотический подъём в Пруссии.
Удино отступил на юг под защиту крепости города Виттенберг и вскоре был заменен Наполеоном на маршала Нея, которому ставилась прежняя задача овладеть Берлином. Попытка повторного наступления Нея на Берлин снова закончилась поражением французов в сражении при Денневице 6 сентября.

## Галерея

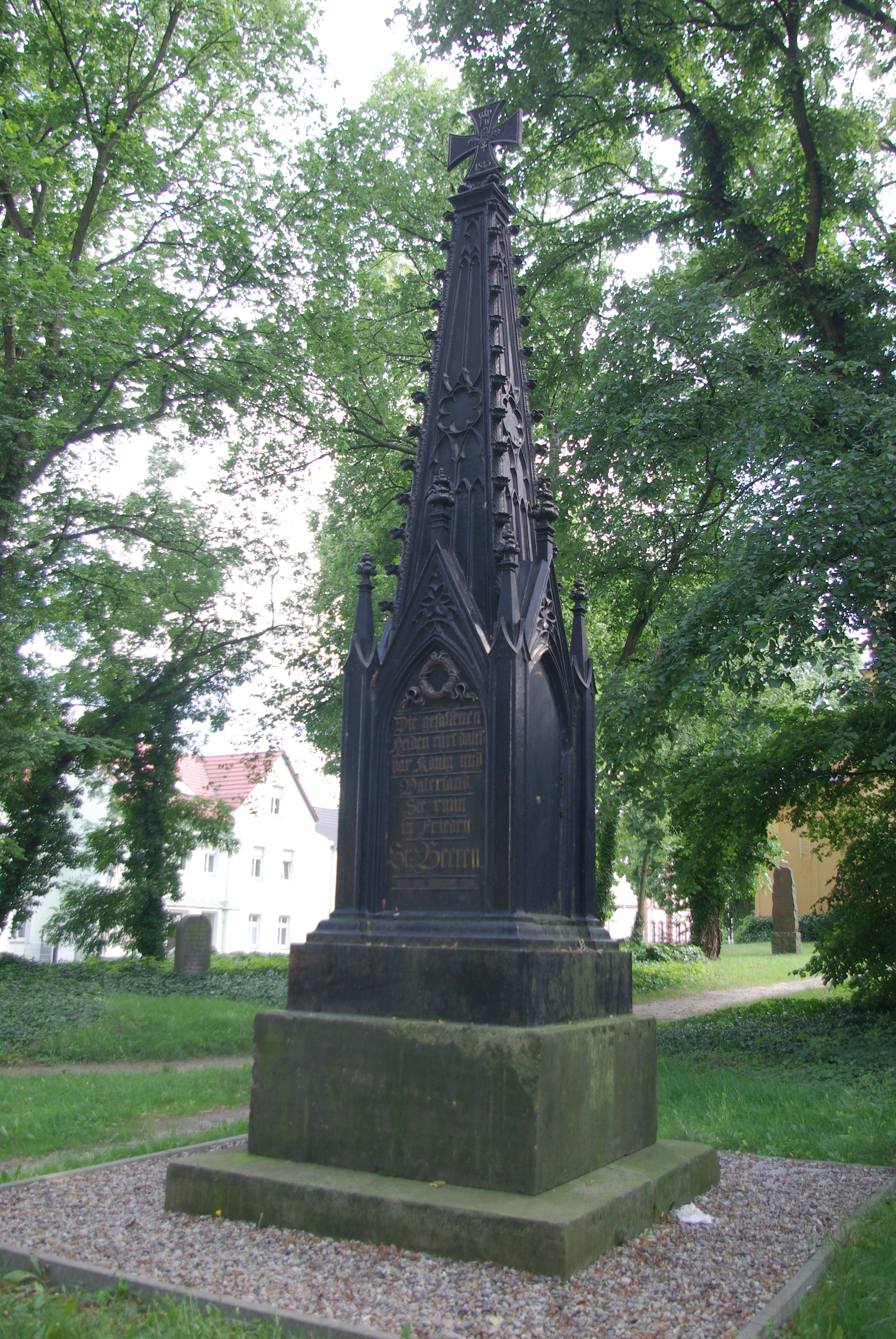
Памятник погибшим при Гросберене.